# David du Plessis
David Johannes du Plessis (1905. február 7. – 1987. január 31.) a dél-afrikai születésű vallási vezető, a Dél-Afrikai Apostoli Hit Misszió lelkésze, a huszadik század első felében növekedésnek indult karizmatikus mozgalom egyik legfőbb alakja, globális jelentőségű személyisége.

## Pünkösdizmus és a karizmatikus mozgalom
A legújabbkori pünkösdi mozgalom (az ún. pünkösdizmus) kezdete 1906. április 6-ára tehető, amikor egy kis gyülekezet tagjai a bibliai pünkösdhöz hasonló eseményeket éltek át Los Angelesben, az Azusa Street nevű utcában. Megtapasztalták, hogy „tűz szállt le az égből”, nyelveken szóltak, stb. A pünkösdi tanítást eleinte leginkább presbiteriánus, metodista lelkipásztorok terjesztették, 1909-ben elérte Európát is. Ebből a mozgalomból jött létre a karizmatikus mozgalom. Egyik legközismertebb alakja David du Plessis volt, akit idősebb korában, Mr. Pentecostnak (Pünkösd úrnak) is hívtak.

## A karizmatikus mozgalom jellegzetességei
Jellegzetességei a Szent Lélek (Szent Szellem) szerepének és működésének kiemelése, a lélekkeresztség tanítása, a karizmák (a Lélek ajándékai: mint például a nyelveken szólás, gyógyítás, prófétálás ajándéka, stb.), a Istenbe vetett személyes hit kihangsúlyozása.

## Lásd még
- Pünkösdi-karizmatikus mozgalom
- Pünkösd

### Bibliográfia
- From Prosecutor to Defender: An Intellectual History of David J. du Plessis, drawn from the stories of his testimony by Rutherford, Brinton L., Ph.D., Fuller Theological Seminary, School of Theology, 2000, 274 pages; AAT 9962623